# 杜韦讷
杜韦讷（法語：Douvaine，法語發音：[duvɛn]）是法国上萨瓦省的一个市镇，属于托农莱班区。

## 地理
杜韦讷（46°18'18"N, 6°18'13"E）面积10.54 平方千米，位于法国奥弗涅-罗讷-阿尔卑斯大区上萨瓦省，该省份为法国东部省份，历史上为薩伏依的一部分，北与瑞士接壤，西接安省，南至萨瓦省，东与瑞士和意大利接壤。
与杜韦讷接壤的市镇（或旧市镇、城区）包括：巴莱松、卢瓦桑、马松日。
杜韦讷的时区为UTC+01:00、UTC+02:00（夏令时）。

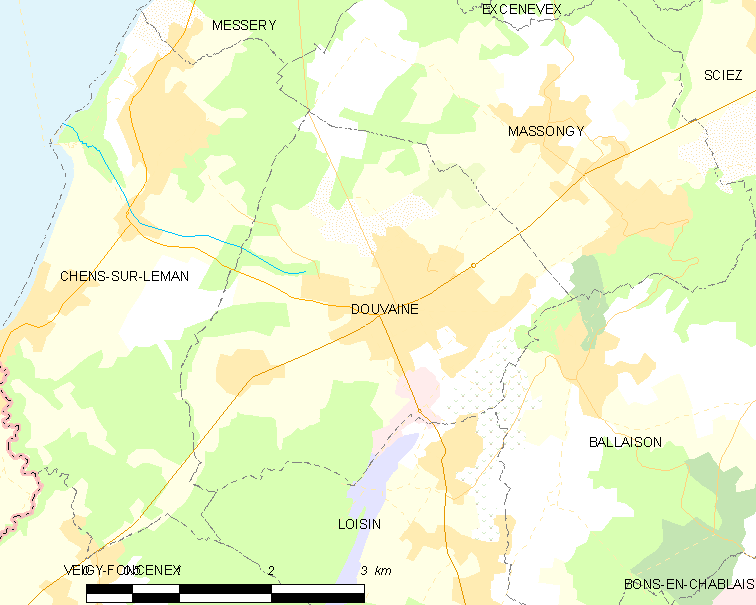
杜韦讷的OSM定位图

## 行政
杜韦讷的邮政编码为74140，INSEE市镇编码为74105。

## 政治
杜韦讷所属的省级选区为锡耶县。

## 人口

1962-2008年间杜韦讷人口变化图示

杜韦讷于2022年1月1日时的人口数量为6788人。